# 曹多然
曹多然，中国新闻社旗下北京南海影业负责人，中国新闻网影视中心主任，电影制作人，媒体人，策展人。擅拍摄、会写作、爱影视、有创意，素有“圈内奇才”之称。

## 个人经历
在中国新闻社做一线记者十余年，屡获新闻大奖，尤擅灾难性报道，亲历汶川大地震、舟曲特大泥石流等，是记者队伍里的“尖刀兵”。后调入中国新闻社旗下南海影业，负责南海影业整体运营工作。
2013年，联手台湾柯俊雄、苏有朋、陈乔恩及金马编剧张承制作影片《最佳嫌疑人》，2014年影片在中国大陆公映，后因其环环相扣的悬疑剧情在互联网上连续升温，受到网友好评。
2015年12月，担任谍战动作电影《新永不消逝的电波》（又名《密战》）总制作人。本片汇聚郭富城、赵丽颖、任达华、张翰、张蓝心等实力影星加盟主演阵容。同年，主编的本片影视同期书出版。
2016年，联动北京南海影业、BBC、SMG、香港沙龙电影集团、一路星光国际传媒共同策划发起《中国功夫》系列电影，并担任总制作人。同年，入列香港优秀人才引进计划。
2017年，联合资深电影人、亚洲电影大奖、香港国际电影节董事汪长禹共同发起“电影学院指数”国际电影学术交流平台，并出任秘书长一职。

## 人物评价
曹多然是媒体人出身，青年时就集一流的口才、一流的突破能力于一身。在镜头背后藏了十几年的他，拥有卓越的采访能力，个人却不喜在媒体上抛头露面，曾一度婉拒诸多媒体的专访邀请，更是一再婉拒北京国际电影节、上海国际电影节、香港国际电影节等红毯邀请。
然而，生在这个信息时代，他过人的才智与颜值早已注定其锋芒难掩，在台湾金马影帝柯俊雄、香港国际电影节秘书长汪长禹等电影前辈的提携下，他成功转型成为独立制片人，与陈德森、张大春等人往来密切，成为影视界一匹呼之欲出的黑马。